# Grignoncourt
Grignoncourt est une commune française située dans le département des Vosges, en région Grand Est.
Ses habitants sont appelés les Grignoncourtois.

## Géographie

### Localisation
Grignoncourt est situé à l'extrême sud-ouest du département des Vosges, aux confins de la Haute-Saône et de la Haute-Marne.

### Géologie et relief
La rive gauche de la Saône délimite à l'ouest le territoire communal. À cet endroit, l'altitude n'est que de 227 mètres, soit le minimum départemental.

### Sismicité
Commune située dans une zone 2 de sismicité modérée.
| Lironcourt          | Fignévelle           |                            |
| Châtillon-sur-Saône | Grignoncourt         | Bousseraucourt Haute-Saône |
|                     | Jonvelle Haute-Saône |                            |

### Hydrographie et les eaux souterraines

#### Réseau hydrographique
La commune est située dans le bassin versant de la Saône au sein du bassin Rhône-Méditerranée-Corse. Elle est drainée par la Saône et le ruisseau de l'Etang.
La Saône prend sa source à Vioménil au pied du Ménamont, au sud des monts Faucilles à 405 m d'altitude. Elle conflue avec le Rhône à Lyon, à l'altitude de 163 mètres après avoir traversé le val de Saône.

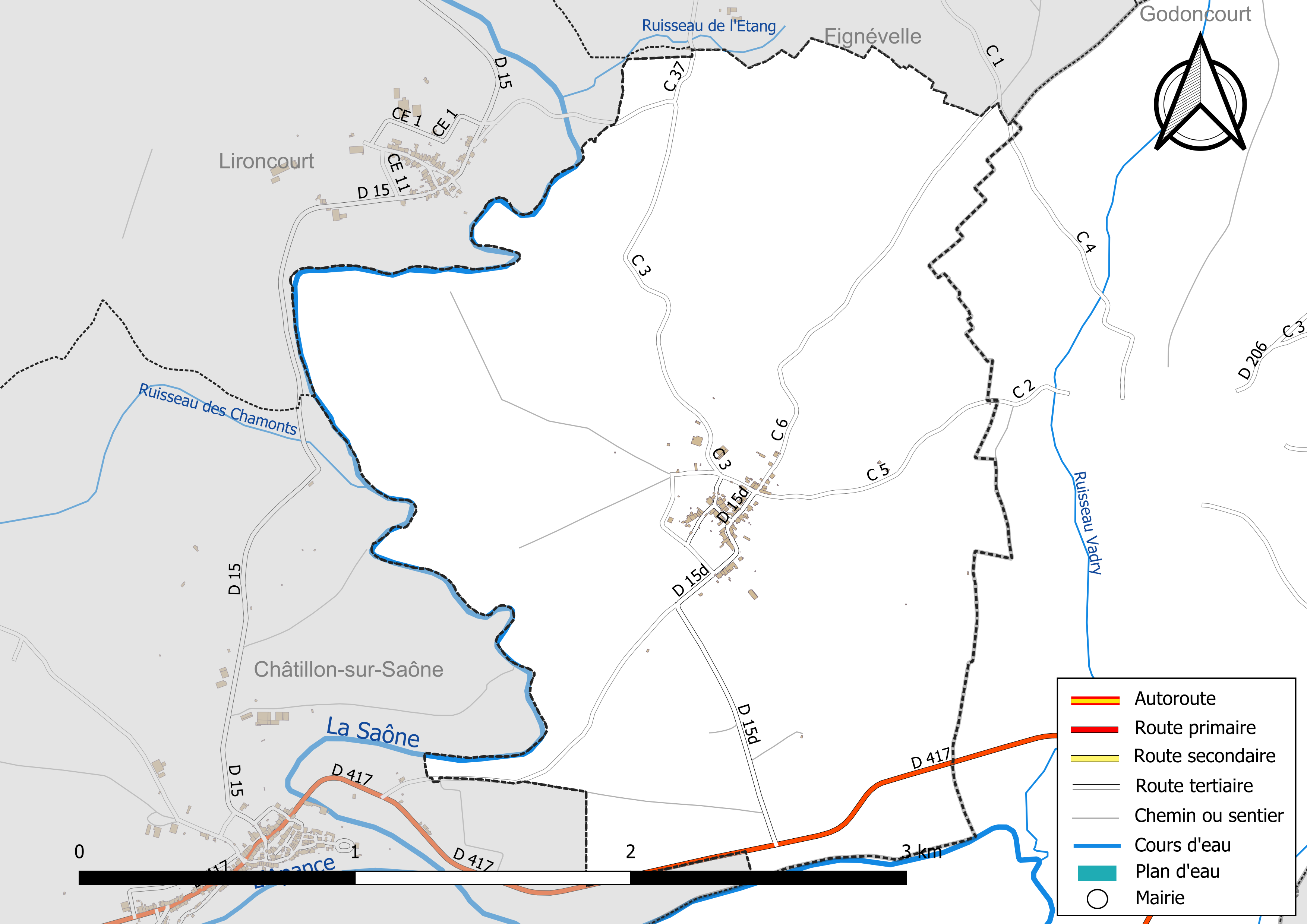
Réseaux hydrographique et routier de Grignoncourt.

#### Gestion et qualité des eaux
Le territoire communal est couvert par le schéma d'aménagement et de gestion des eaux (SAGE) « Nappe des Grès du Trias Inférieur ». Ce document de planification, dont le territoire comprend le périmètre de la zone de répartition des eaux de la nappe des Grès du trias inférieur (GTI), d'une superficie de 1 497 km2, est en cours d'élaboration. L’objectif poursuivi est de stabiliser les niveaux piézométriques de la nappe des GTI et atteindre l'équilibre entre les prélèvements et la capacité de recharge de la nappe. Il doit être cohérent avec les objectifs de qualité définis dans les SDAGE Rhin-Meuse et Rhône-Méditerranée. La structure porteuse de l'élaboration et de la mise en œuvre est le conseil départemental des Vosges.
La qualité des eaux de baignade et des cours d’eau peut être consultée sur un site dédié géré par les agences de l’eau et l’Agence française pour la biodiversité.

### Climat
Pour des articles plus généraux, voir Climat du Grand Est et Climat des Vosges.
En 2010, le climat de la commune est de type climat des marges montargnardes, selon une étude du Centre national de la recherche scientifique s'appuyant sur une série de données couvrant la période 1971-2000. En 2020, Météo-France publie une typologie des climats de la France métropolitaine dans laquelle la commune est exposée à un climat océanique altéré et est dans la région climatique  Lorraine, plateau de Langres, Morvan, caractérisée par un hiver rude (1,5 °C), des vents modérés et des brouillards fréquents en automne et hiver.
Pour la période 1971-2000, la température annuelle moyenne est de 9,9 °C, avec une amplitude thermique annuelle de 17,1 °C. Le cumul annuel moyen de précipitations est de 950 mm, avec 12,8 jours de précipitations en janvier et 9,6 jours en juillet. Pour la période 1991-2020, la température moyenne annuelle observée sur la station météorologique de Météo-France la plus proche, « Venisey », sur la commune de Venisey à 16 km à vol d'oiseau, est de 11,0 °C et le cumul annuel moyen de précipitations est de 850,7 mm. 
La température maximale relevée sur cette station est de 39,7 °C, atteinte le 25 juillet 2019 ; la température minimale est de −17,4 °C, atteinte le 30 décembre 2005,,.
Les paramètres climatiques de la commune ont été estimés pour le milieu du siècle (2041-2070) selon différents scénarios d'émission de gaz à effet de serre à partir des nouvelles projections climatiques de référence DRIAS-2020. Ils sont consultables sur un site dédié publié par Météo-France en novembre 2022.

## Urbanisme

### Typologie
Au 1er janvier 2024, Grignoncourt est catégorisée commune rurale à habitat très dispersé, selon la nouvelle grille communale de densité à sept niveaux définie par l'Insee en 2022.
Elle est située hors unité urbaine et hors attraction des villes,.

### Occupation des sols
L'occupation des sols de la commune, telle qu'elle ressort de la base de données européenne d’occupation biophysique des sols Corine Land Cover (CLC), est marquée par l'importance des territoires agricoles (99,7 % en 2018), une proportion identique à celle de 1990 (99,7 %). La répartition détaillée en 2018 est la suivante : 
prairies (50,5 %), zones agricoles hétérogènes (29,9 %), terres arables (19,3 %), forêts (0,3 %). L'évolution de l’occupation des sols de la commune et de ses infrastructures peut être observée sur les différentes représentations cartographiques du territoire : la carte de Cassini (XVIIIe siècle), la carte d'état-major (1820-1866) et les cartes ou photos aériennes de l'IGN pour la période actuelle (1950 à aujourd'hui).

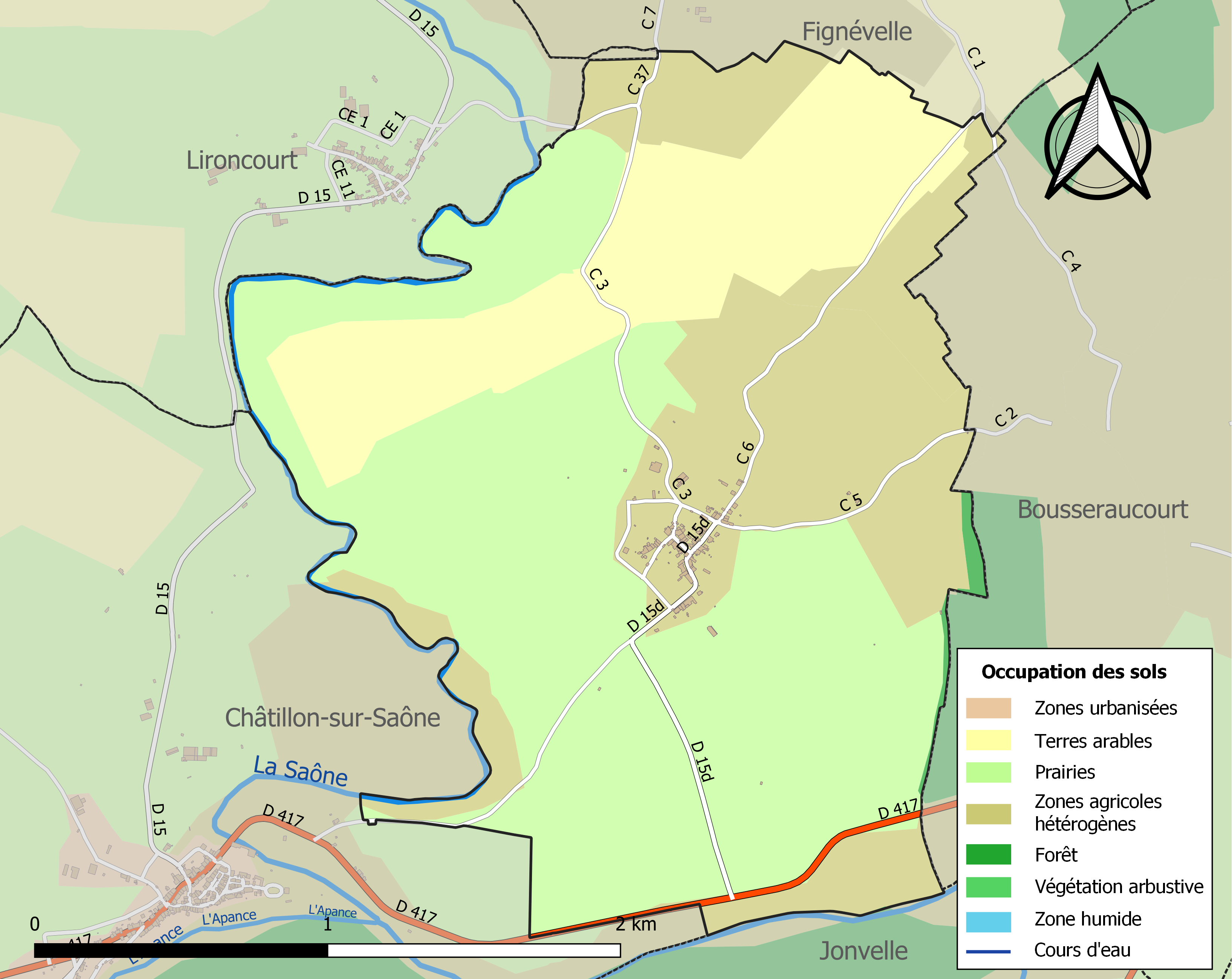
Carte des infrastructures et de l'occupation des sols de la commune en 2018 (CLC).

### Voies de communications et transports

#### Voies routières
- D417 vers Châtillon-sur-Saône[16].
- D15 vers Lironcourt.

#### Transports en commun

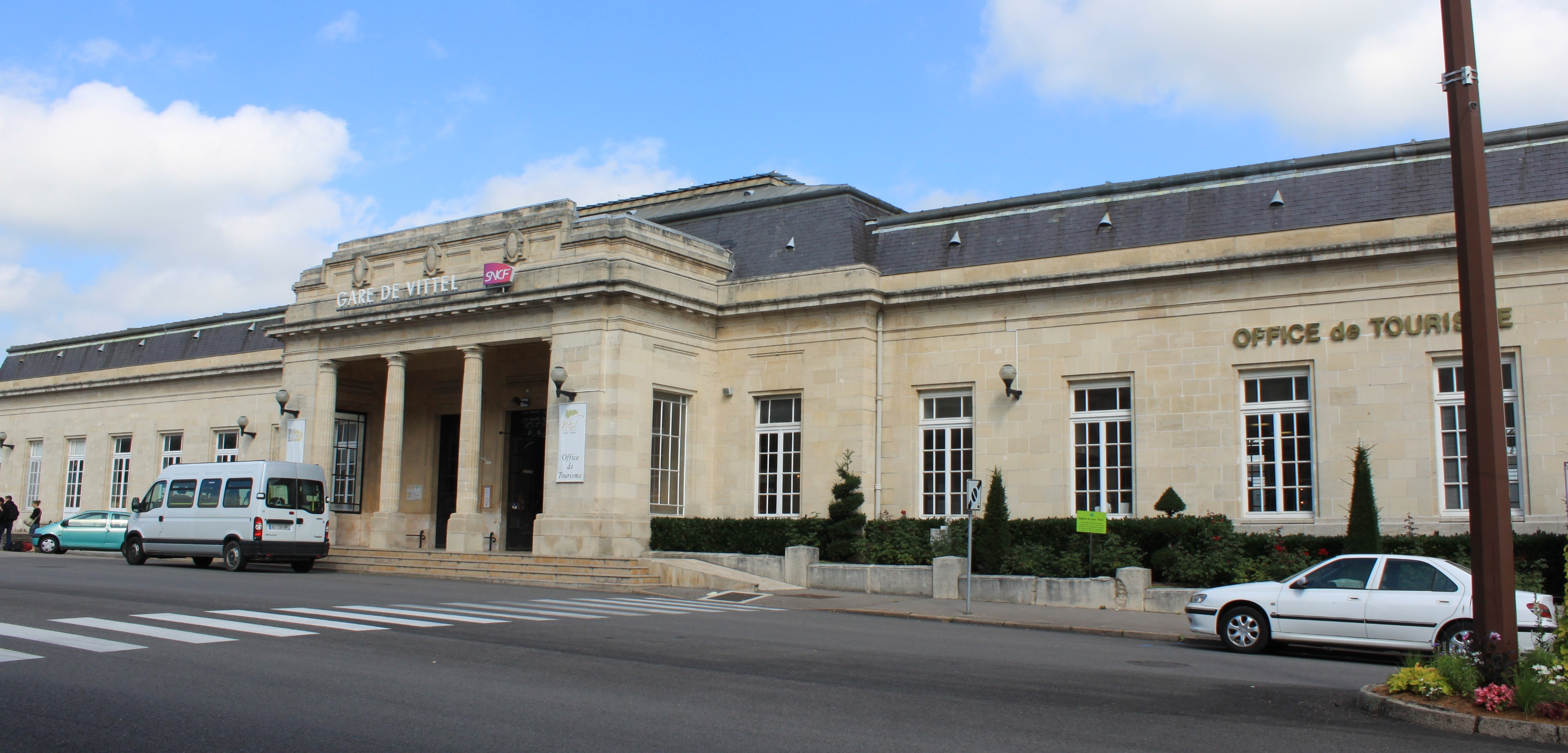
Gare de Vittel.

- Fluo Grand Est.

#### Lignes SNCF
- Gare de Contrexéville
- Gare de Vittel
- Gare de Merrey

## Toponymie
Le nom de la localité est attesté sous les formes Greioncourt (1267) ; « Grignoncort devant Chastillon sus Saonne » (1296) ; Grignoncourt (1320) ; Grygnoncourt, Gregnoncourt (1501) ; Greniancuria (1553) ; Les censes de Grigncourt (vers 1600) ; Grinoncourt (1622) ; Grignincourt (1722).

## Histoire
Le 17 avril 1601, un arrêt du parlement de Paris déclare Vougécourt, Grignoncourt et Lironcourt du ressort de la prévôté de Passavant. Ces communes étaient considérées comme des terres de surséances.
Avant 1701, une partie du territoire appartenait à la Franche-Comté, elle fut alors cédée à la Lorraine. En 1710, elle faisait partie du bailliage de Bassigny et de la prévôté de Châtillon. En 1751, elle passa au bailliage de Lamarche, tout en conservant la coutume du Bassigny-Barrois.
En 1789, la communauté de Grignoncourt était partagée entre la Lorraine (bailliage de Lamarche) et la Champagne (généralité de Châlons, bailliage et élections de Langres).

## Politique et administration
| Période                                  | Période                       | Identité        | Étiquette | Qualité |
| ---------------------------------------- | ----------------------------- | --------------- | --------- | ------- |
| Les données manquantes sont à compléter. |                               |                 |           |         |
|                                          |                               | Denis Limonier  |           |         |
| mars 2001                                | mars 2008                     | Éric Bentz      |           |         |
| mars 2008                                | En cours (au 18 février 2015) | Julien Grandieu |           |         |

### Budget et fiscalité 2022

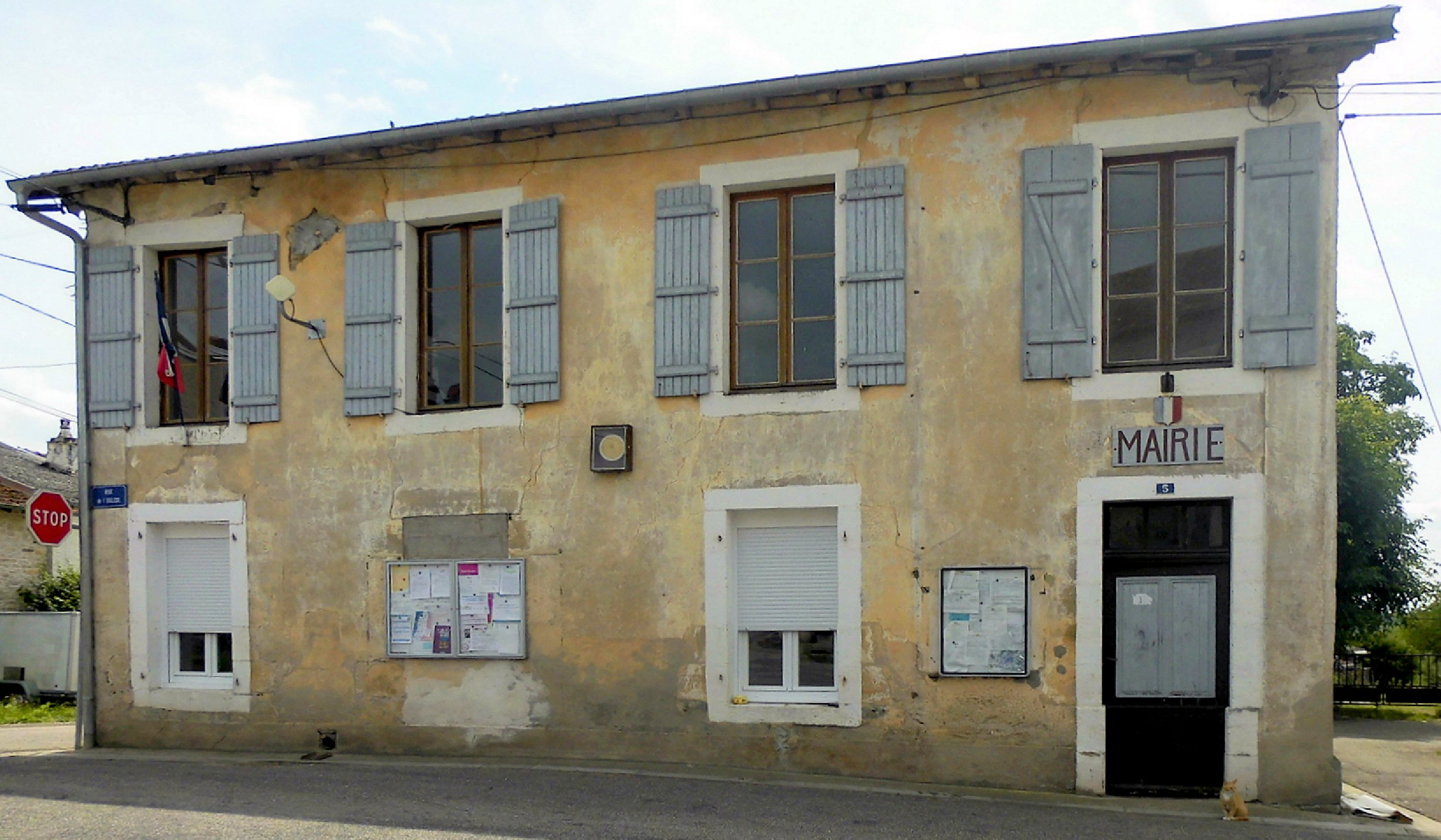
La mairie.

En 2022, le budget de la commune était constitué ainsi :
- total des produits de fonctionnement : 71 000 €, soit 1 514 € par habitant ;
- total des charges de fonctionnement : 44 000 €, soit 944 € par habitant ;
- total des ressources d'investissement : 1 000 €, soit 18 € par habitant ;
- total des emplois d'investissement : 22 000 €, soit 467 € par habitant ;
- endettement : 51 000 €, soit 1 090 € par habitant.

Avec les taux de fiscalité suivants :
- taxe d'habitation : 18,23 % ;
- taxe foncière sur les propriétés bâties : 38,10 % ;
- taxe foncière sur les propriétés non bâties : 18,65 % ;
- taxe additionnelle à la taxe foncière sur les propriétés non bâties : 0,00 % ;
- cotisation foncière des entreprises : 0,00 %.

Chiffres clés Revenus et pauvreté des ménages en 2021 : médiane en 2021 du revenu disponible, par unité de consommation.

## Population et société

### Démographie

#### Évolution démographique
L'évolution du nombre d'habitants est connue à travers les recensements de la population effectués dans la commune depuis 1793. Pour les communes de moins de 10 000 habitants, une enquête de recensement portant sur toute la population est réalisée tous les cinq ans, les populations de référence des années intermédiaires étant quant à elles estimées par interpolation ou extrapolation. Pour la commune, le premier recensement exhaustif entrant dans le cadre du nouveau dispositif a été réalisé en 2004.

En 2022, la commune comptait 47 habitants, en évolution de +27,03 % par rapport à 2016 (Vosges : −2,96 %, France hors Mayotte : +2,11 %).
| 1793 | 1800 | 1806 | 1821 | 1831 | 1836 | 1841 | 1846 | 1856 |
| ---- | ---- | ---- | ---- | ---- | ---- | ---- | ---- | ---- |
| 350  | 325  | 353  | 320  | 311  | 323  | 279  | 293  | 272  |

| 1861 | 1866 | 1876 | 1881 | 1886 | 1891 | 1896 | 1901 | 1906 |
| ---- | ---- | ---- | ---- | ---- | ---- | ---- | ---- | ---- |
| 257  | 268  | 256  | 244  | 218  | 227  | 216  | 207  | 193  |

| 1911 | 1921 | 1926 | 1931 | 1936 | 1946 | 1954 | 1962 | 1968 |
| ---- | ---- | ---- | ---- | ---- | ---- | ---- | ---- | ---- |
| 164  | 132  | 120  | 121  | 110  | 104  | 119  | 118  | 85   |

| 1975 | 1982 | 1990 | 1999 | 2004 | 2006 | 2009 | 2014 | 2019 |
| ---- | ---- | ---- | ---- | ---- | ---- | ---- | ---- | ---- |
| 77   | 65   | 49   | 38   | 45   | 44   | 46   | 38   | 46   |

| 2022 | - | - | - | - | - | - | - | - |
| ---- | - | - | - | - | - | - | - | - |
| 47   | - | - | - | - | - | - | - | - |

1911 : 54 ménages et 168 habitants ;
1921 : 48 ménages et 132 habitants ;
1935 : 46 ménages et 120 habitants ;
1999 : plus que 38 habitants recensés ;
 2006 : 44 (petite évolution) .

### Enseignement
Établissements d'enseignements :
- Écoles maternelles et primaires à Corre, Isches, Monthureux-sur-Saône, Passavant-la-Rochère.
- Collèges à Monthureux-sur-Saône, Bourbonne-les-Bains, Lamarche, Jussey, Vauvillers.
- Lycées à Contrexéville.

### Santé
Professionnels et établissements de santé :
- Médecins à Monthureux-sur-Saône, Mont-lès-Lamarche, Corre, Passavant-la-Rochère, Bourbonne-les-Bains, Lamarche.
- Pharmacies à Monthureux-sur-Saône, Corre, Passavant-la-Rochère, Bourbonne-les-Bains, Lamarche.
- Hôpitaux à Lamarche, Saint-Rémy, Vittel, Ville-sur-Illon.

### Cultes
- Culte catholique, Paroisse de Bourbonne-les-Bains[27], Diocèse de Saint-Dié.

## Économie

### Entreprises et commerces

#### Agriculture
- Culture de fruits à pépins et à noyau.
- Élevage d'ovins et de caprins.
- Élevage d'autres animaux.

#### Tourisme
- Hébergements et restauration à Monthureux-sur-Saône, Melay, Bourbonne-les-Bains, Claudon.

#### Commerces
- Commerces et services de proximité.

## Culture locale et patrimoine

### Lieux et monuments

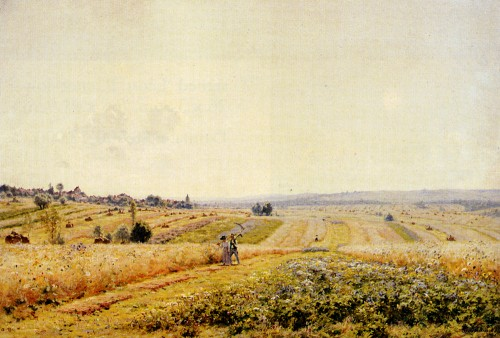
La campagne au XIXe selon Monchablon.
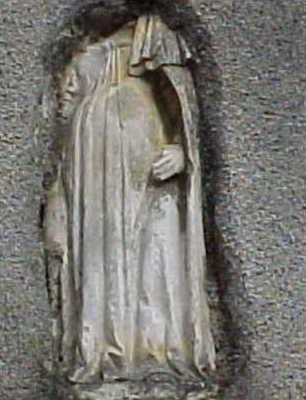
Vierge.
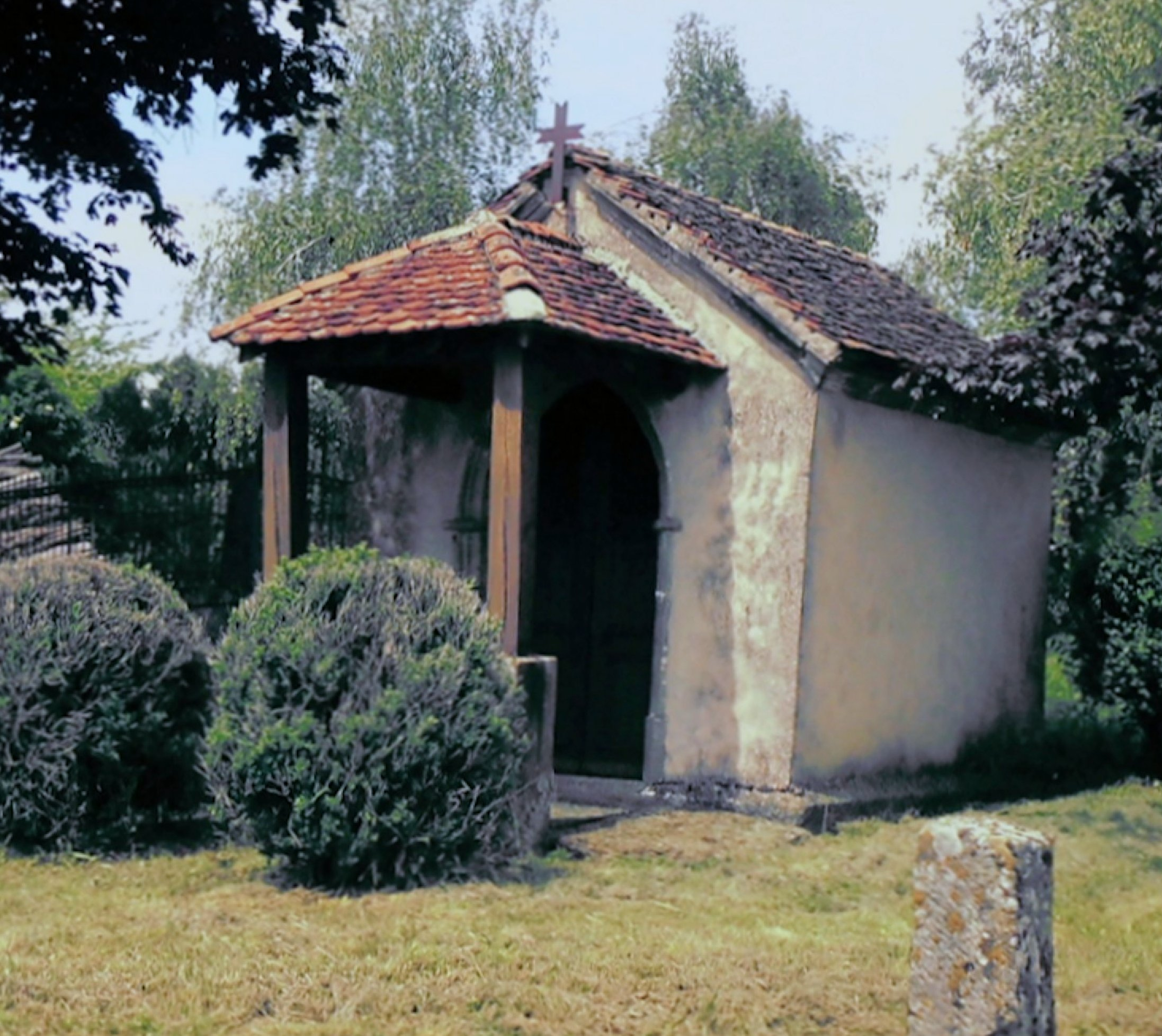
Chapelle Sainte-Élisabeth.

- L'église[28].

Des éléments sculptés par Jean Gerdolle dans la deuxième moitié du XVIIIe siècle (Deux retables et le dais de fonts baptismaux) ont été restaurés avec le soutien de la Fondation du patrimoine.
Objets mobiliers classés:
Une statue de pierre, mutilée, pouvant représenter la vierge enceinte, très rare en France, est située sur le côté de l'église. Elle pourrait aussi représenter Élisabeth, cousine de Marie.
* Chaire à prêcher.
* Autel, retable dans la chapelle contigüe au chœur côté sud.
* Dais des fonts baptismaux.
* Plaque commémorative de fondation de messe.
Objets mobiliers inscrits sur l'inventaire supplémentaire des monuments historiques :
* Bancs de fidèles.
* Maître-autel et retable.
* Confessionnal.
- La chapelle Sainte-Élisabeth, construite vers 1850[39].
- Les cloches de la vieille tour romane :

La paroisse de Grignoncourt avec sa vieille tour romane habitée par trois cloches parfaitement harmonisées et accordées. Elles ont été fondues à Metz en 1871 par François Goussel. D'un poids total de 1 223 kg, elles n’ont coûté que 3400 francs. Le curé de Darney a béni ces trois cloches le 10 septembre 1871, en présence de l’abbé Lecomte, curé de Grignoncourt, et des curés de Bousseraucourt, Jonvelle, Godoncourt, Châtillon, Senaide, Fouchecourt, Monthureux, Frain et Bourbevelle.
*La plus grosse, Anna Pia, a eu pour parrains et marraines Clément Denis Pirrot et Otifilie Thouvenelle, Alexandre Drouhot et Élise Ganthois, Eugène Bernard et Elisabeth Simonin, Armand Drouhot et Amélie Guy.
*La moyenne, Maria Rosa, a eu pour parrains et marraines Ulysse Roussel et Rose Drouhot, Adrien Hoyet et Lucie Drouhot, Alphonse Roussel et Onésisme Viller, l’abbé Peltier et sa sœur Henriette Peltier.
*La petite, Élisabeth Joseph, a eu pour parrains et marraines Joseph Guillaume et Mélina Mouton, Charles Humbert et Anne-Rose Échetain, l’abbé Lecomte et Amélie Desarmoise. Tous ces parrains et marraines sont les principaux donateurs qui contribuèrent à l’achat des cloches.
- Monuments commémoratifs : L’église de Grignoncourt, Chapelle Sainte Elisabeth avec sur son arrière le monument aux Morts[40].

## Pour approfondir